# Maria Mambo Café
Maria Mambo Café, também conhecida pelo nome de guerra Tchyina Marimam (Cabinda, 6 de fevereiro de 1945 — Lisboa, 1 de dezembro de 2013), foi uma líder anticolonial, empresária, economista e política angolana.
Membro de carreira do Movimento Popular de Libertação de Angola (MPLA) foi, ao lado de Deolinda Rodrigues, Irene Cohen, Engrácia dos Santos, Teresa Afonso e Lucrécia Paim, as responsáveis pela formação e estabelecimento da Organização da Mulher Angolana (OMA), a ala feminina do partido.
Além da OMA, Mambo Café teve destacada atuação na área burocrática de sua nação como diplomata, planejadora estatal, dirigente de Estado e governadora provincial, além de ter uma bem-sucedida carreira como empresária e financista.

## Biografia
Filha do pastor protestante Zacarias Mendes Café e de Dina Chilala Café, Maria Mambo Café nasceu em 6 de fevereiro de 1945, no bairro de Subantando, na cidade de Cabinda. Nesta mesma cidade fez seus estudos primários.
Aos 12 anos de idade muda-se com os pais para Luanda, onde passa a integrar o corpo do coral da Missão Evangélica de Luanda; nesta cidade ingressou no Liceu Salvador Correia, onde concluiu seus estudos secundários.

### Luta nacionalista
Decidiu por tomar parte num dos vários grupos de nacionalistas angolanos que, entre anos 1960 a 1963, rumaram para o então Congo-Léopoldville (depois Zaire) a fim de se integrarem na Guerra de Independência de Angola. Sua posição destacada na condução burocrática do MPLA a fez ser enviada, em 1964, para formar-se em economia na Universidade de Amizade dos Povos Patrice Lumumba (ainda na então União Soviética), tendo concluído seus estudos em 1968.
Enquanto na União Soviética, com um grupo de estudantes angolanos composto por Pedro Van-Dúnem Loy, Mário Santiago, José Eduardo dos Santos, Amélia Mingas, Brito Sozinho, Ana Wilson, entre outros, formou o Conjunto Nzaji, uma formação musical angolana de grande relevo. Mambo Café era vocalista do grupo. O grupo chegou a gravar um disco em 1972 na Finlândia pelo selo Eteepäin.
Depois de retornar de seus estudos, ocupou vários cargos e funções durante a guerra de independência, tais como secretária da OMA, membro ativo da Juventude do Movimento Popular de Libertação de Angola e secretária do Presidente do partido Agostinho Neto. Foi nomeada por Neto como diretora adjunta e professora do Centro de Instrução Revolucionária da Zona C da III Região Político-Militar, sendo eleita em 1971 para o Comité Diretor do MPLA.
Em 1972 foi nomeada representante do MPLA para a Roménia e repúblicas socialistas adjacentes. Foi a responsável por organizar a incursão diplomática que Agostinho Neto fez à Roménia, à Bulgária e à Jugoslávia em 1973 para levantar recursos para a luta nacionalista.

### Carreira política no pós-independência
Suas habilidades como negociadora e diplomata foram provadas quando integrou, em 8 de novembro de 1974, a "delegação dos 26" do partido chefiada por Lúcio Lara, a histórica primeira visita de uma delegação do MPLA a ser recebida oficialmente em Luanda, além de ter sido designada para as negociações com Portugal, que culminaram com o Acordo do Alvor, em 15 de janeiro de 1975.
Após a independência angolana, foi designada Secretária do Comité Central do MPLA para a Política Económica e Social, bem como para trabalhar no Gabinte da Presidência para Assuntos Sociais. Continuou em suas funções na direção da OMA, sendo inclusive uma das oficiais desta organização na viagem à Suécia, onde encontrou-se com as ativistas da Associação Sueca das Mulheres de Esquerda (SKV), que forneceram grande quantidade de recursos à OMA para promoção de ações sociais voltadas às mulheres.
Até 1977 Mambo Café trabalhou no gabinete pessoal do presidente Neto, quando foi nomeada Vice-Ministra do Comércio Interno, ocupando a função até 1978. Em seguida foi designada para trabalhar como Subsecretária no Ministério dos Assuntos Sociais sob comando inicial de Maria Vahekeni e depois de Rodeth Gil, ficando nesta função até 1987.
Em 1987 foi nomeada Ministra do Gabinete de Estado Para Assuntos Sociais e Econômicos, tornando-se a primeira mulher em Angola a ser nomeada para um Gabinete de Estado. Foi, de 1987 a 1988, considerada uma das "super-ministras" do país.
Depois de uma reforma ministerial em 1988, Mambo Café tornou-se Subsecretária de Assuntos da Juventude. Entre 1989 e 1991, exerceu a função de governadora da província de Cabinda, rica em petróleo. Deixou a posição de governadora por causa das disputas internas no MPLA em função do rearranjo de poder causado pelo período multipartidário e por representar uma ameaça direta ao poder de José Eduardo dos Santos, onde quase perdeu a sua posição no Bureau do MPLA na última fase das "purgas eduardianas".
Em 1992, ela foi eleita para a Assembleia Nacional, ficando como deputada até 2012.
Foi reeleita, em 2008, como membra do Bureau Político e do Comité Central do MPLA.

### Carreira empresarial
Na década de 2000, foi um dos vários membros do Bureau do MPLA que recebeu 10 milhões de dólares do Banco Espírito Santo de Angola para desenvolver os projetos que eles queriam, sem ter que dar nenhuma garantia ao banco. Após abdicar da carreira pública em 2008, presidiu o conselho de acionistas do Banco de Comércio e Indústria. Ela era, até sua morte, uma das 100 pessoas angolanas mais ricas do mundo, com ativos de mais de 100 milhões de dólares.

## Morte e homenagens
Mambo Café morreu no dia 1 de dezembro de 2013, em Lisboa (Portugal), aos 68 anos de idade.  Ela foi enterrada no cemitério do Alto das Cruzes em Luanda no dia 6 de dezembro. O gabinete político de Angola homenageou-a numa declaração que dizia: "a camarada Mambo Café Tchyina mantém uma trajectória política impecável e invejável na luta pela liberdade e democracia em Angola e no mundo". 
O aeroporto Maria Mambo Café, na província de Cabinda, foi nomeado em sua homenagem.

## Vida pessoal
Foi casada com o comandante militar e herói nacional Hoji-ya-Henda, morto em 1968. Em 1969 casou-se com França Ndalu, outro notável militar angolano. Teve três filhas, dentre elas a advogada e escritora Ayona Dádiva Café Pires.
Seu irmão, Luís Mambo Café, foi comandante militar da União Nacional para a Independência Total de Angola (UNITA) e depois da Frente para a Libertação do Enclave de Cabinda (FLEC).